# Hariolf und Erlolf

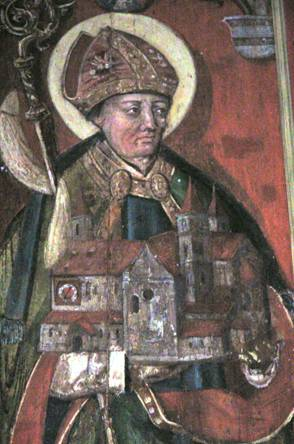
Der heilige Hariolf mit der Stiftskirche von Ellwangen, um 1600

Der heilige Hariolf (auch Herulf; * um 730; † um 815) und sein Bruder Erlolf waren um 764 die Gründer der Benediktinerabtei Ellwangen. Sie entstammten einer bajuwarisch-alamannischen Adelsfamilie. Ihr Reliquienschrein befindet sich in der Basilika St. Vitus in Ellwangen. Die Basilika war die Klosterkirche des von Hariolf und Erlolf gegründeten Klosters.

## Leben
Hariolf war Chorbischof in Langres und folgte seinem Bruder Erlolf auf den Bischofssitz. Durch die Liste der Bischöfe von Langres sind die beiden Brüder historisch verbürgt. Die Lebensbeschreibung des heiligen Hariolf, die „Vita Hariolfi“ wurde vom Ellwanger Mönch Ermenrich verfasst; sie beschreibt das Leben Hariolfs und die Gründungsgeschichte Ellwangens. Demnach wurde das Kloster Ellwangen 764 gegründet, eine erstmalige Erwähnung erfolgte am 8. April 814. Hariolfs Ellwanger Mitbruder Suonhar – laut Vita Hariolfi einst Vasall König Karlmanns – überließ dem Kloster viele Eigenkirchen, und so erlebte das Kloster Ellwangen – in günstiger strategischer Lage und zudem an zwei Fernstraßen gelegen – im 9. Jahrhundert seine erste Blüte. Die beiden Brüder waren es auch, die zahlreiche Reliquien nach Ellwangen brachten, u. a. die der „Pferdeheiligen“ Speusippus, Eleusippus und Meleusippus, auf die der Kalte Markt in Ellwangen zurückgeht.
Hariolf übernahm das Bischofsamt in Langres von seinem Bruder Erlolf. Spätestens im Jahr 778 kehrte er jedoch nach Ellwangen zurück und blieb dort bis zu seinem Tod. Über das Leben Erlolfs ist weniger bekannt.
Hariolf und Erlolf sind in der Basilika St. Vitus begraben.

## Gründungsgeschichte Ellwangens

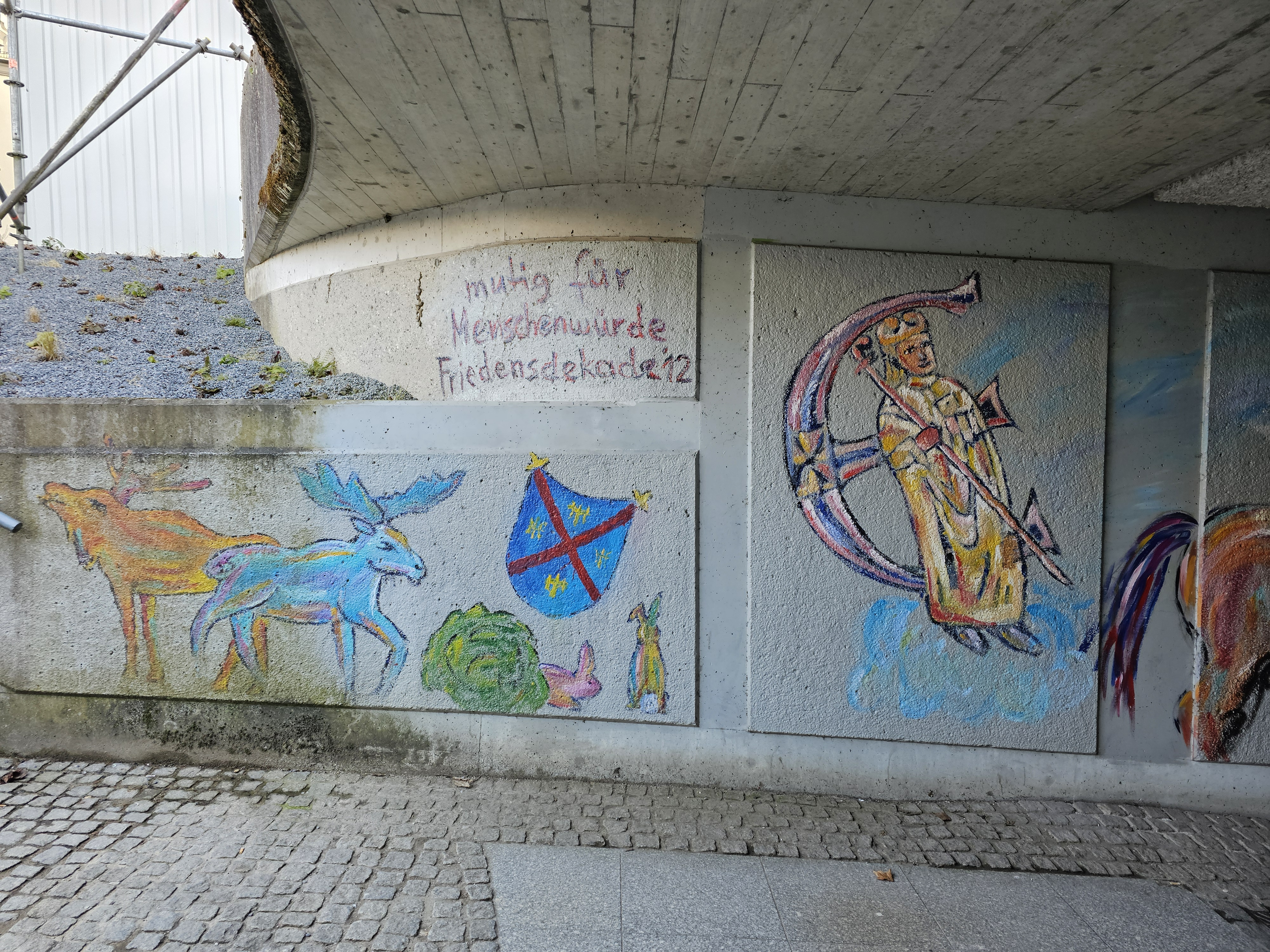
Hariolf mit Elchen und dem Stadtwappen an der Unterführung beim Ellwanger Bahnhof

Hariolf und Erlolf sind die Gründer der Stadt Ellwangen. Früher wurde angenommen, der Name „Ellwangen“ ginge auf „Elchfang“ zurück und spiele auf die Gründung der Stadt an; nach dem heutigen Forschungsstand ist das nicht mehr haltbar.
Hariolf war mit einem Freund, der adliger fränkischer Abstammung war, auf Elchjagd im Virngrund, der Ende des 8. Jahrhunderts ein unwirtlicher Urwald war. Sie jagten einen Elchbock und es gelang ihnen, am späten Abend das Tier schließlich zu erlegen.
Im Originaltext der Vita Hariolfi heißt es nun zu den weiteren Ereignissen:
Als der heilige Mann an diesem Platz die Nacht verbrachte und vom Schlaf übermannt war, hörte er Glockenklang und, wie er selbst berichtet hat, im Tal, wo anfangs eben dieses Kloster, jetzt aber die Läutekirche errichtet ist, hörte man das Klingen von Glocken. Als er aber aufwachte, bezeichnete er sich mit dem Zeichen des Kreuzes und schlief dann nochmals ein. Da hatte er wieder das gleiche Gefühl. Als er aber zum dritten Mal in dieser Form das Glockenzeichen gehört hatte, weckte er einen von seinen Wehrpflichtigen und sagte zu ihm: „Hast du nichts gehört?“. Jener erwiderte: „Einen Klang gleichsam wie das letzte Ausklingen von Glocken höre ich.“ „Warum hast du mich nicht geweckt?“ Und Hariolf sagte ihm: „Halt den Mund, das bitte ich mir aus und bekreuzige dich, denn oft nimmt man in Einöden unwirtliche Erscheinungen wahr.“ Von da an entsagte Hariolf der Welt und suchte in die Heerschar Christi einzutreten. Er machte sich auf zu seinem Bruder, dem Herrn Bischof Erlolf, wechselte das weltliche Gewand und nahm den Habit in Empfang.
Ermanrich ergänzt nun in der Originalschrift, dass durch das Glockengeläut als göttliches Zeichen symbolisch zum Ausdruck gebracht werden sollte, dass an diesem Ort künftig Scharen von Mönchen leben würden. Hariolf kehrte nach Langres zurück, um daraufhin mit seinem Bruder die besagte Stelle erneut aufzusuchen.
Diese Stelle wird in der Vita als Stelle bezeichnet „an der nachher die Kapelle des heiligen Erzmärtyrers Stephanus erbaut worden ist, jetzt aber der Altar des heiligen Benedikt steht“. Es ist also anzunehmen, dass es das südliche Querschiff der heutigen Basilika St. Vitus ist.
Hariolf und Erlolf beteten den Psalm 131. Als Hariolf daraus den 14. Vers „Dies ist mein Ruheort in Ewigkeit; hier will ich wohnen, denn ich liebe ihn“ rezitierte, stürzte er. Dadurch war der Ort gefunden, an dem das Kloster gegründet werden sollte.

## Reliquienschrein von Hariolf und Erlolf in der Basilika St. Vitus

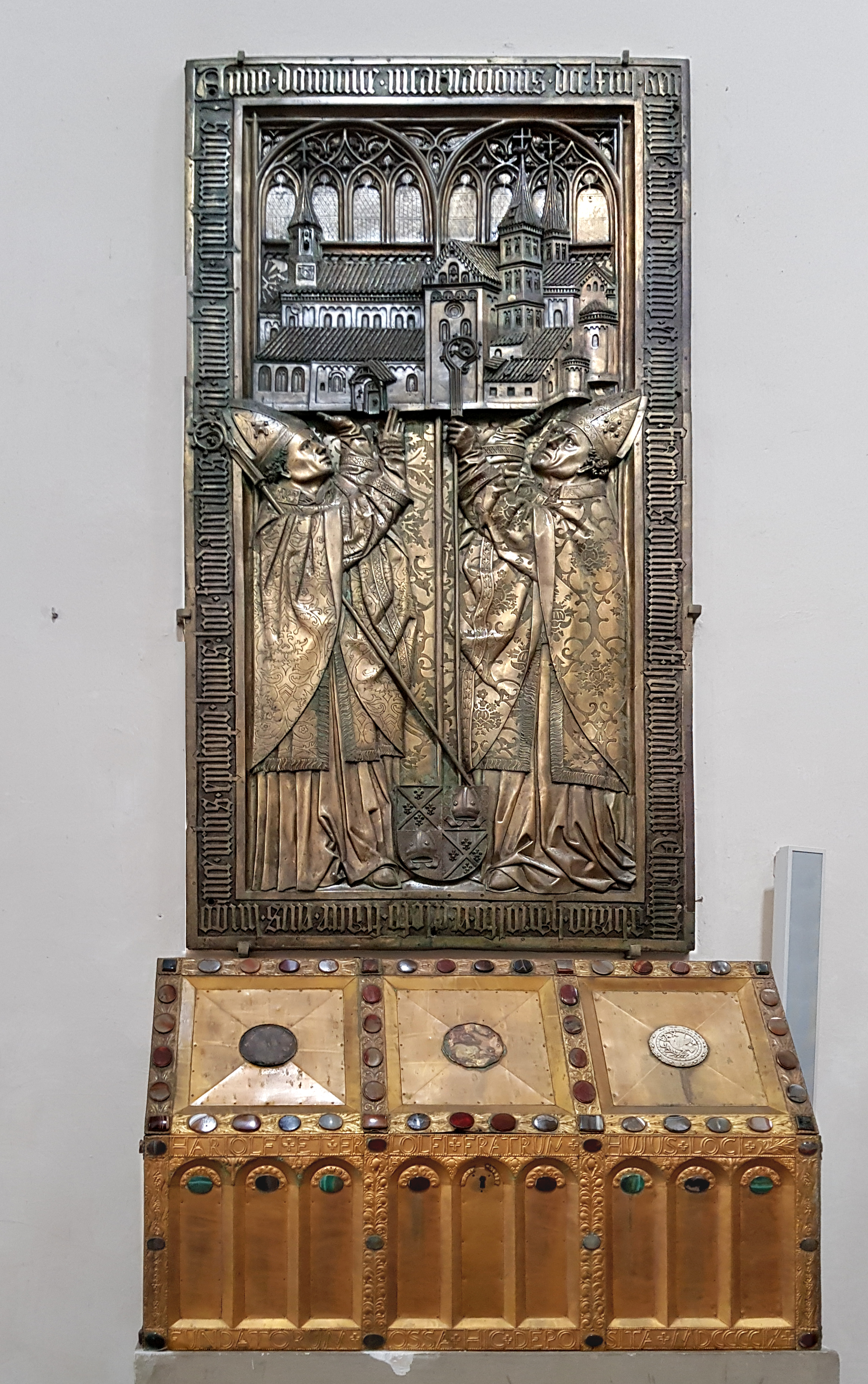
Reliquienschrein von Hariolf und Erlolf

Der Reliquienschrein von Hariolf und Erlolf befindet sich im südlichen Querschiff der Basilika. Ursprünglich stand der Schrein bzw. das Hochgrab der Klostergründer im Chorraum der Basilika (etwa an der Stelle des heutigen Messaltars). Der heutige Schrein stammt aus dem Jahr 1909, ist ca. 92 cm × 25 cm × 23 cm groß und besteht aus Eichenholz. Er ist nicht der erste Schrein, der für Hariolf und Erlolf gefertigt wurde. Ein Sarkophag aus Sandstein aus dem Jahr 1882 in neuromanischen Stil, der bei erster Betrachtung deutlich älter wirkt, steht im Schlossmuseum auf Schloss ob Ellwangen. Insgesamt fanden bereits vor der Untersuchung durch den Anthropologen Joachim Wahl mehrere Untersuchungen und Umbettungen statt (1845 durch Prof. J. U. Braun, 1739 belegt durch einen Zettel im Schrein).
Joachim Wahl untersuchte zusammen mit Matthias Steuer, Hans Karl Stengele und Pfarrer Michael J. Windisch im Jahr 2011 den Inhalt des Schreins der Klostergründer. Hierbei konnte festgestellt werden, dass im Schrein 365 Einzelknochen vorhanden sind, die von mindestens 5 Personen stammen; das Schienbein war am häufigsten. Neben menschlichen Knochen fand sich auch ein Tierknochen. Ein Teil der Knochen war in ein Messgewand eingeschlagen worden. Ein für die Heiligenvita Hariolfs bzw. die Gründungsgeschichte Ellwangens sehr interessantes Detail ist die verheilte Fraktur am rechten Fußgelenk eines Individuums. Hariolf soll sich während des Jagdausfluges an einem Dornenstrauch gestoßen haben. Nach diesem Ereignis soll er zunächst liegen geblieben sein. Möglicherweise ist diese Verletzung in verheiltem Zustand hier zu sehen. Das Gelenk verknöcherte so, dass es dem Individuum (Hariolf?) nicht mehr möglich war, den Fuß nach außen und innen zu drehen. Das Gehen hingegen sollte relativ gut weiterhin möglich gewesen sein. Pfarrer Windisch erlaubte die Entnahme von Proben und die Knochen des Schreins mithilfe von Radiokarbondatierung zu untersuchen. Die Ergebnisse liegen alle im 7. und 8. Jahrhundert. Die Proben passen also zeitlich in jene Zeit, in der Hariolf und Erlolf das Kloster Ellwangen gründeten.

## Gedenktag
Der Gedenktag des heiligen Hariolf ist der 13. Dezember. Bis in die Zeiten des Chorherrenstiftes hinein wurde dieser Gedenktag mit einer speziellen „Hariolfsmesse“ um Mitternacht mit Verlesung des Originaltextes aus der „Vita Hariolfi“ in der Basilika St. Vitus begangen.

## Heutige Bedeutung
Vielfältig sind heute noch die Hinweise auf Hariolf und Erlolf in Ellwangen: So tragen das Hariolfgymnasium und der Hariolfkindergarten den Namen des Klostergründers. Anlässlich des 1250-jährigen Stadtjubiläums im Jahre 2014 wurde der Hariolf-Rundweg angelegt. Auch wurde in Ellwangen die Hariolfstraße nach dem Klostergründer benannt.

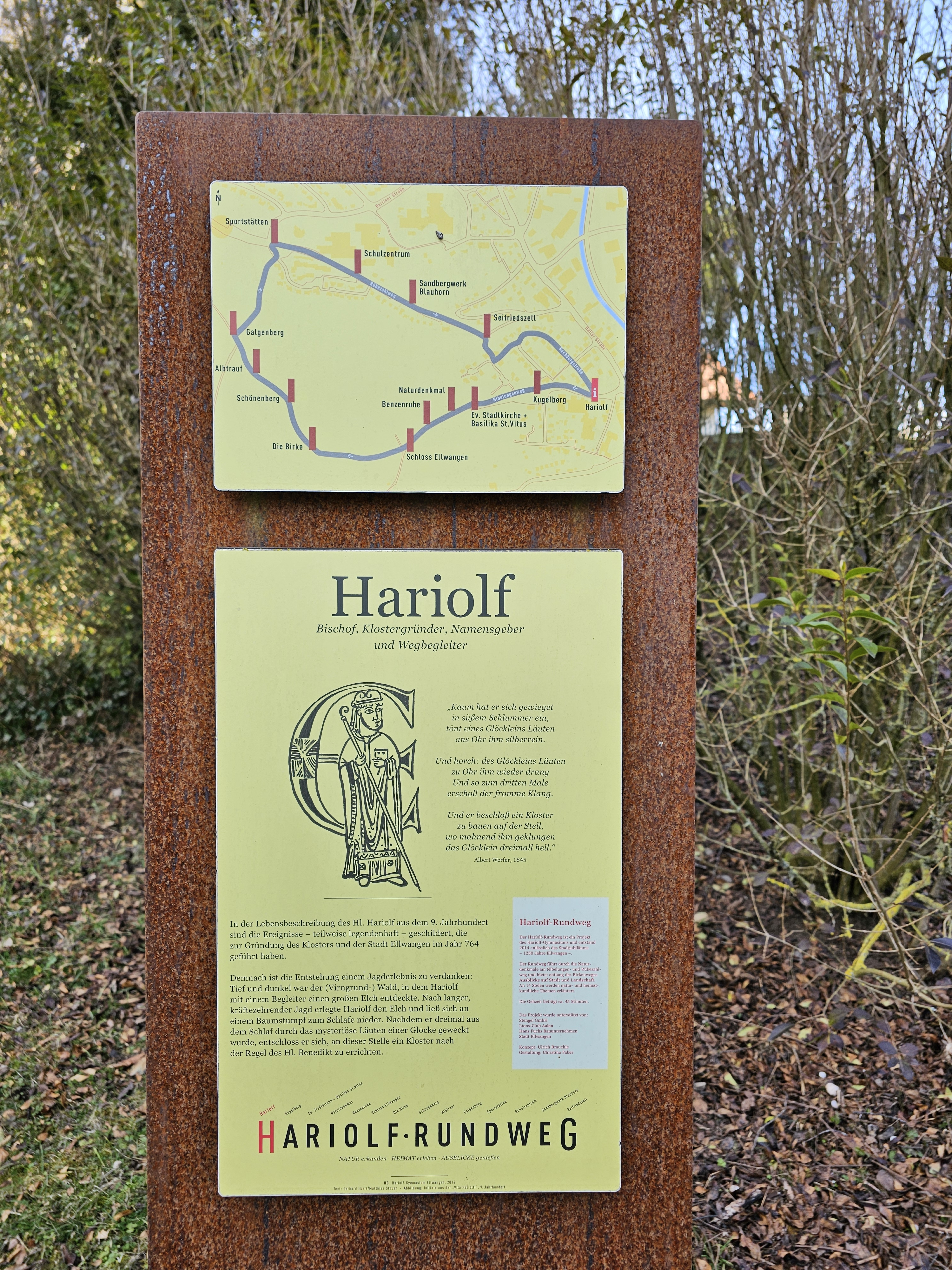
Die Tafel Hariolfs am nach ihm benannten Rundwanderweg

Auch das Wappen der Städte Ellwangen und Langres, die im Übrigen durch eine Städtepartnerschaft verbunden sind, geht auf Hariolf und Erlolf zurück, stellt es doch das Wappen des französischen Bistums Langres dar und wird als Wappen Hariolfs und Erlolfs abgebildet. Sehr wahrscheinlich ist indes, dass die Bischöfe zu Lebzeiten noch kein Wappen führten und man deshalb das Wappen später den beiden Brüdern zuordnete.
In der Basilika St. Vitus finden sich außer dem Sarkophag einige weitere Hinweise auf die beiden Brüder: Im Deckengewölbe der Basilika (auch als Ellwanger Heiligenhimmel bezeichnet) sind neben den Stiftsheiligen auch Hariolf und Erlolf zu sehen, mit der Bezeichnung „Fundator“. Vor dem Chor sind an den Außenseiten links und rechts Hariolf und Erlolf in Gemälden dargestellt.
In der erst im 20. Jahrhundert entstandenen Heilig-Geist-Kirche (Ellwangen), gibt es ein Glasfenster mit der Darstellung Hariolfs und Erlolfs. Es ist das Fenster direkt unter dem Dach und nimmt die größte Fensterfläche an dieser Kirchenseite ein. Gestaltet wurde es wie alle anderen Fenster dieser Kirche vom Künstlerpfarrer Sieger Köder.
Außerdem sind die Klostergründer auf zahlreichen Gemälden abgebildet bzw. als Figuren sichtbar, meistens werden sie mit dem Bischofsstab und der Basilika St. Vitus in der Hand abgebildet.
In der Weihnachtszeit sind Hariolf und Erlolf mit dem Ellwanger Reliquienkästchen (das als Nachbildung in der Krypta aufbewahrt wird, das Original befindet sich im Landesmuseum Württemberg in Stuttgart) an der Krippe unterhalb des Altars zu sehen.

### Galerie

Wappen der Stadt Ellwangen
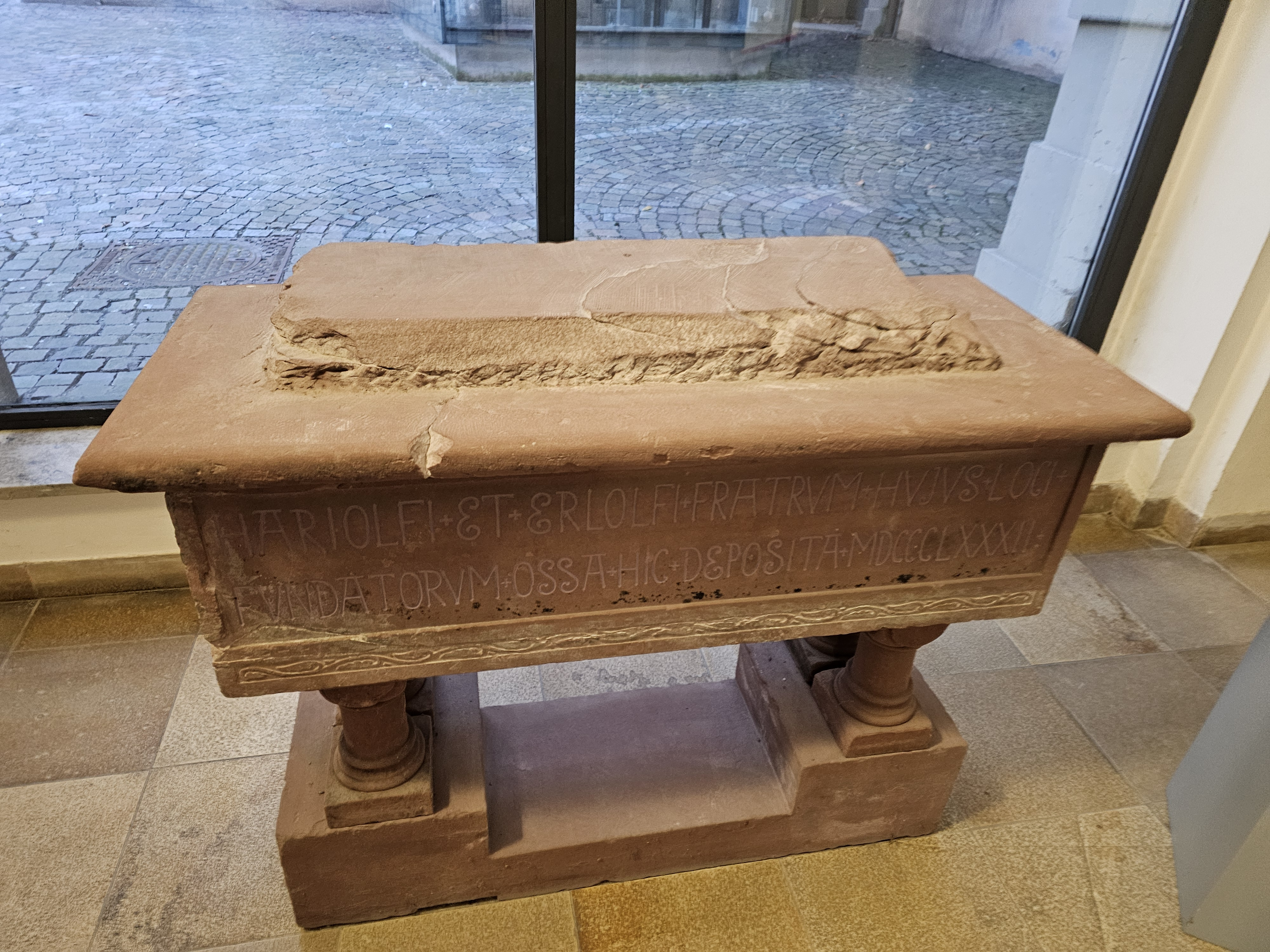
Ehemaliger Sarkophag auf Schloss Ellwangen
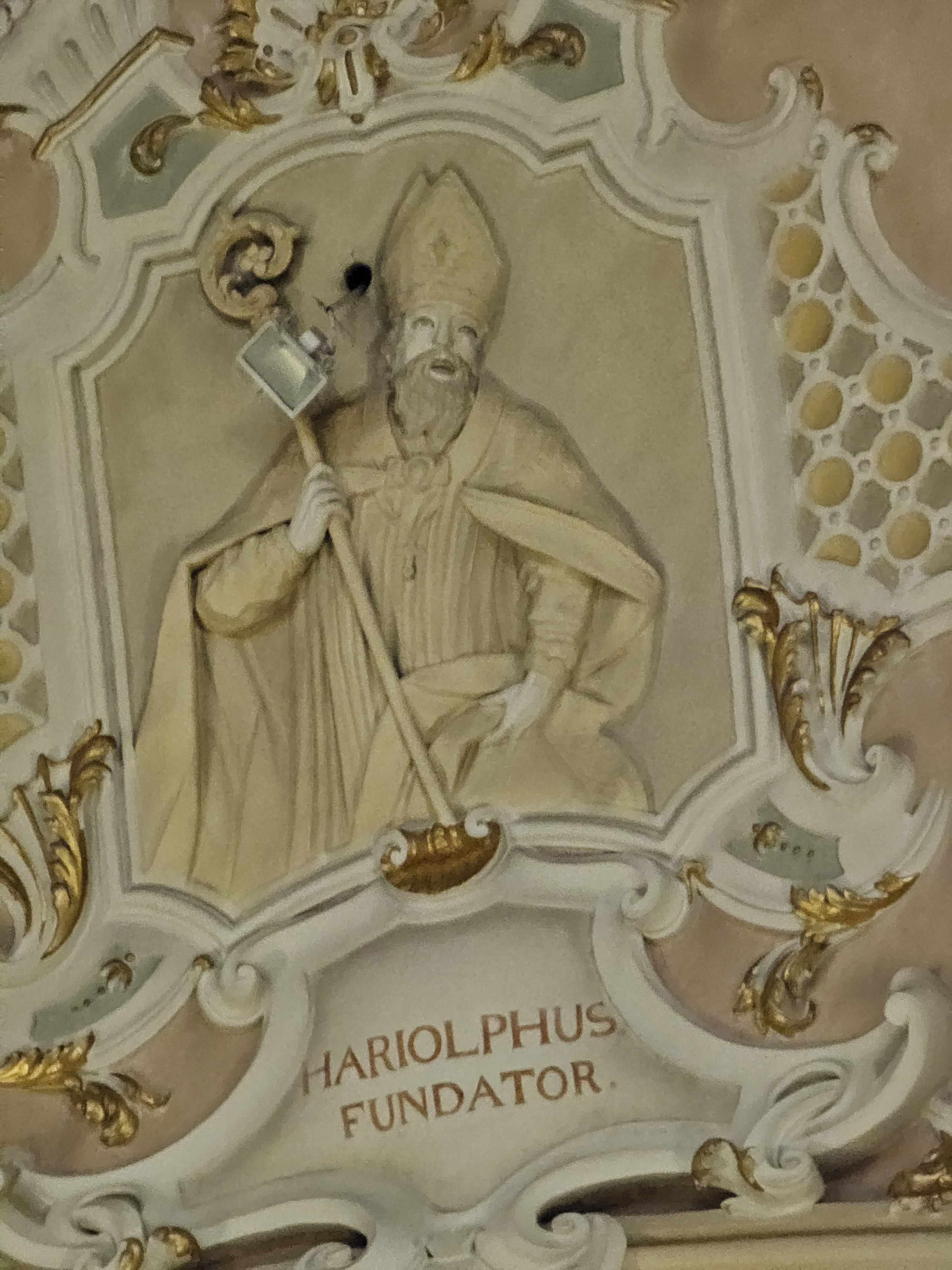
Hariolf am Ellwanger „Heiligenhimmel“
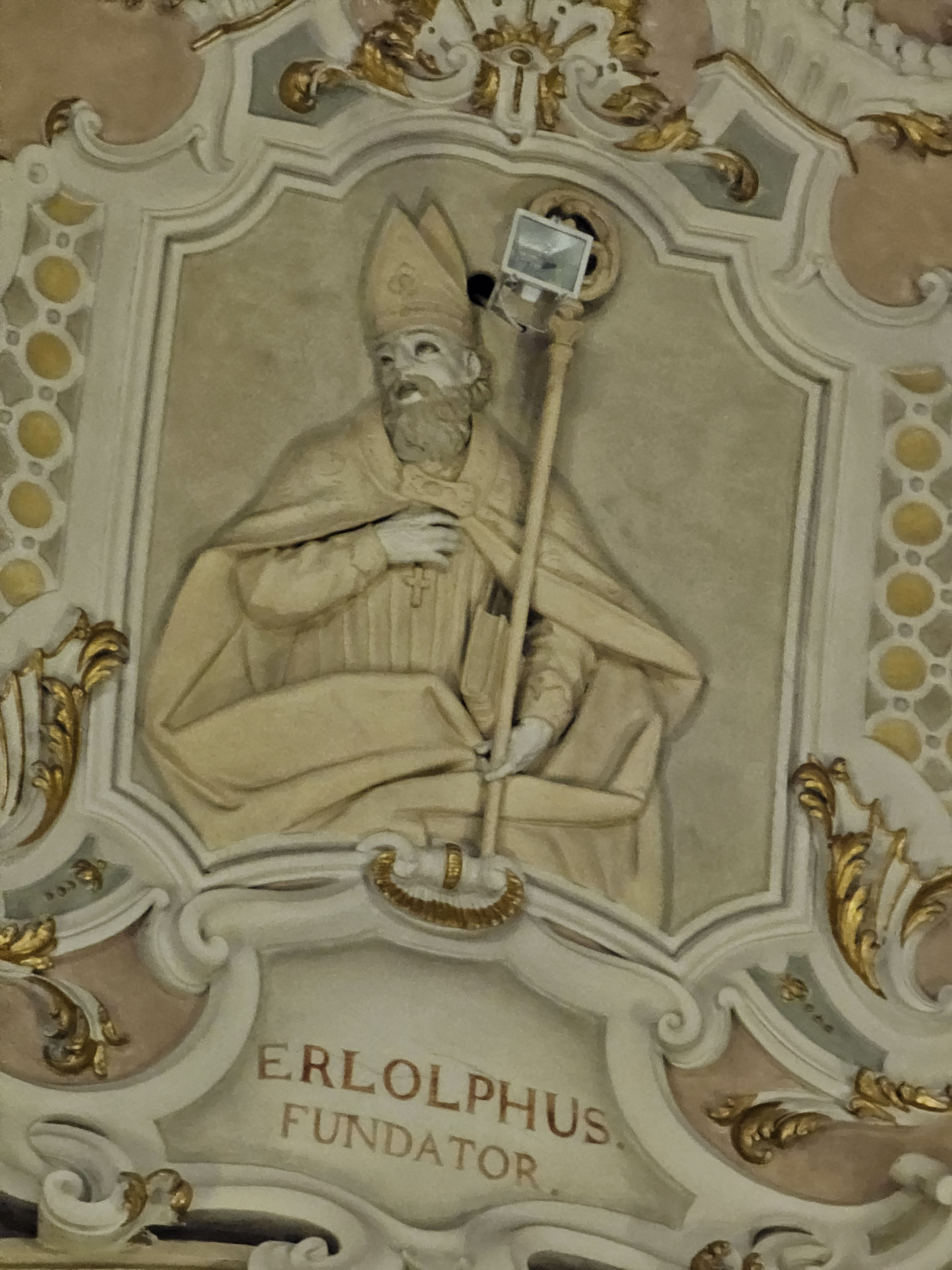
Erlolf am Ellwanger „Heiligenhimmel“
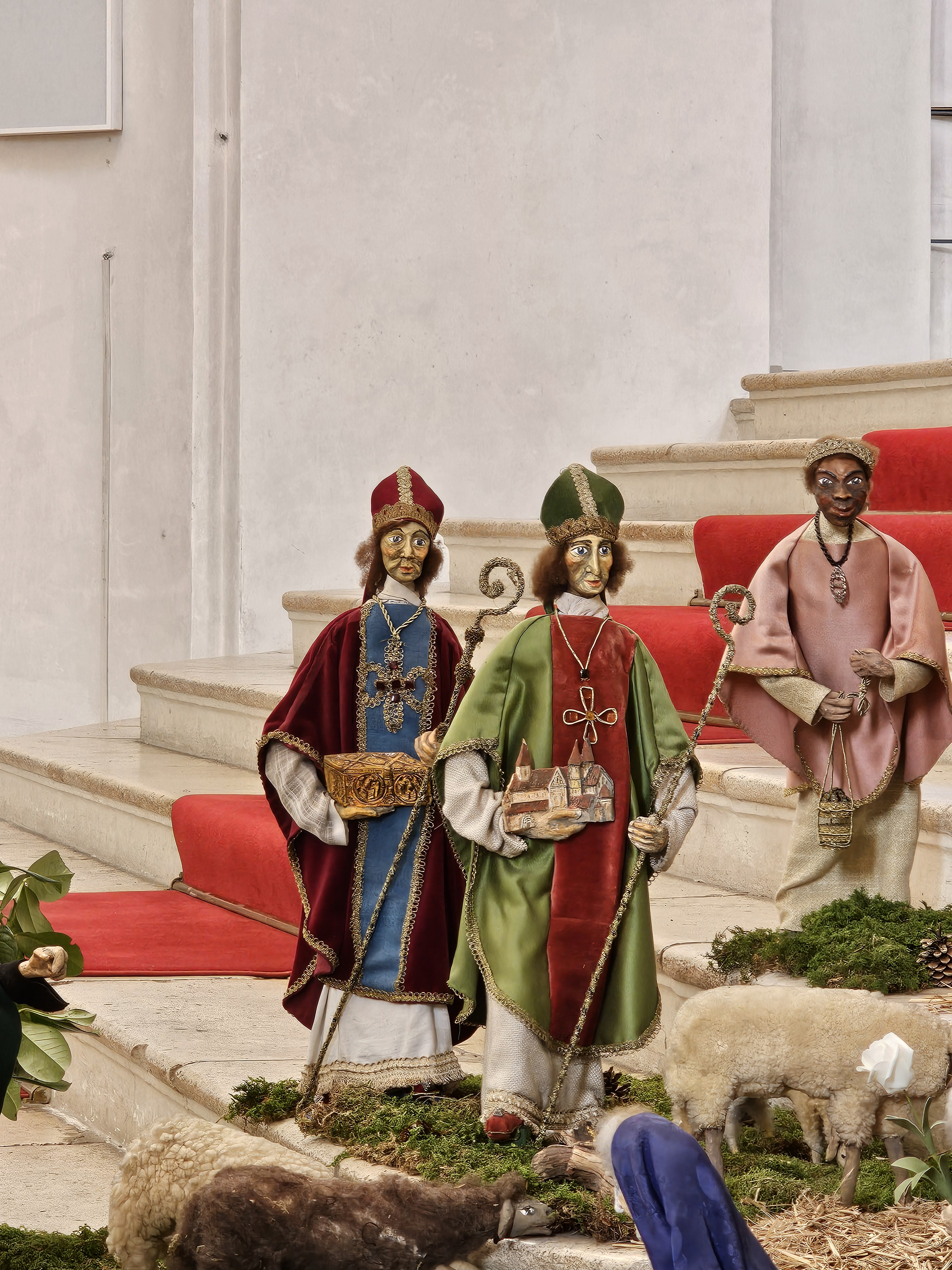
Hariolf und Erlolf als Teil der Weihnachtskrippe

## Nachweise
1. ↑  Ökumenisches Heiligenlexikon
2. ↑  http://www.ellwangen.de/index.php?id=48
3. 1 2  Joachim Wahl: Auf den Spuren von Hariolf und Erlolf - Anthropologische Untersuchung der Skelettreste aus dem Schrein der Basilika St. Vitus in Ellwangen in: Ellwanger Jahrbuch Band 44 2012/13, S. 13–28
4. ↑  Ökumenisches Heiligenlexikon
5. ↑  Website des Hariolfgymnasiums
6. ↑  Flyer zum Hariolf-Rundweg (PDF; 1,8 MB) auf www.ellwangen.de

| Vorgänger | Amt                         | Nachfolger |
| --------- | --------------------------- | ---------- |
| —         | Abt von Ellwangen 764–?     | Wikterp    |
| Vaudier   | Bischof von Langres 759–778 | Waltrich   |